# Campeonato Sul-Americano de Voleibol Masculino Sub-21 de 1982
O  Campeonato Sul-Americano de Voleibol Masculino Sub-21  de 1982  é a sexta edição do Campeonato Sul-Americano de Voleibol Masculino da categoria juvenil, disputado por seleções sul-americanas e ocorrendo a cada dois anos , cuja competição é organizada pela Confederação Sul-Americana de Voleibol.

## Equipes
- Argentina
- Brasil
- Chile
- Colômbia
- Paraguai
- Uruguai

## Tabela Final
| Posição | Time      |
| ------- | --------- |
|         | Argentina |
|         | Brasil    |
|         | Chile     |
| 4       | Colômbia  |